# Arenistella
Arenistella es un género de foraminífero bentónico considerado un sinónimo posterior de Astrorhiza de la subfamilia Astrorhizinae, de la familia Astrorhizidae, de la superfamilia Astrorhizoidea, del suborden Astrorhizina y del orden Astrorhizida. Su especie-tipo era Arenistella agglutinans. Su rango cronoestratigráfico abarcaba el Holoceno.

## Discusión
Clasificaciones previas incluían Arenistella en el suborden Textulariina y en el orden Textulariida.

## Clasificación
Arenistella incluía a la siguiente especie:
- Arenistella agglutinans